# Ardisia panurensis
Ardisia panurensis är en viveväxtart som beskrevs av Carl Christian Mez. Ardisia panurensis ingår i släktet Ardisia och familjen viveväxter. Inga underarter finns listade i Catalogue of Life.